# 函館酪農公社
株式会社函館酪農公社（はこだてらくのうこうしゃ）は、北海道函館市にある乳業メーカー。周辺市町村の住民には函館牛乳として親しまれている。

## 沿革
- 1973年設立

## 主な製品
- 函館酪農公社牛乳
- 函館牛乳3.8牛乳
- 低温殺菌牛乳 緑と牛と大地 - 2000年代初頭に発売。
- 牧場仕立てのアイスクリーム
- チーズ・ヨーグルト類

## 事業所
- 本社・工場 函館市中野町118-17
- 青森営業所 青森市新田2丁目32-21
  - 仙台出張所 宮城県宮城郡利府町加瀬字十三本塚160-1

### 店舗
- あいす118
  - 本社・工場敷地内に開設。
  - 通年営業、11月 - 3月は毎週水曜定休日
- 移動販売車（20台）
  - 自社製品のほか食料品や生活用品を搭載し、移動販売を行う。

## その他
- 牛乳と乳製品の原料乳はすべて渡島地方（八雲・七飯・森・函館地区）の38戸の契約牧場から集乳している。
- 映画『そらのレストラン』（2019年1月25日公開）に、同社のマリボーチーズが使用された[1]。